# Irving Greenberg
Irving (Yitzchak) Greenberg (Brooklyn, 16 maggio 1933) è un rabbino, filosofo e educatore statunitense, ebreo ortodosso moderno, noto anche col nome Yitz Greenberg. 
Scrittore e studioso di fama, è un forte sostenitore di Israele e promotore di un maggior dialogo tra ebraismo e cristianesimo.
Ordinato rabbino nel 1953 presso la Yeshiva Beis Yosef, ha ottenuto un Ph.D. dalla Harvard University e servito come rabbino presso il Riverdale Jewish Center; è inoltre professore associato di storia alla Yeshiva University di New York e fondatore, presidente e professore di studi ebraici presso il City College della City University of New York. È stato inoltre Presidente del National Jewish Center for Learning and Leadership. È sposato con la scrittrice ebrea ortodossa femminista Blu Greenberg.

## Pensiero
Il pensiero di Greenberg si sviluppa in una lettura dinamica della storia ebraica attraverso l'uso di categorie filosofiche ebraice tradizionali. Ha scritto intensivamente sull'Olocausto e sul significato storico e religioso dello Stato di Israele.
Suo famoso insegnante di Pensiero Ebraico è stato il rabbino Joseph B. Soloveitchik. Greenberg si concentra sul concetto di Tikkun olam con l'umanità che opera insieme a Dio come co-creatori, per il miglioramento del mondo. Un altro concetto cruciale del suo pensiero è quello dell'Alleanza e vede l'Alleanza del popolo ebraico con Dio come un invito a fornire un esempio per l'edificazione morale del genere umano.

### Teologia dell'Olocausto
Solo parte della sua teologia dell'Olocausto è stata pubblicata. Greenberg ha scritto molto su come l'Olocausto dovrebbe influire sulla teologia ebraica. Ha una comprensione ortodossa di Dio: come molti altri ebrei ortodossi, non crede che Dio costringa la gente a seguire la legge ebraica, ma piuttosto crede che la legge ebraica sia la volontà di Dio per il popolo ebraico, e che gli ebrei debbano seguire la legge ebraica come normativa.
La rottura di Greenberg con la teologia ortodossa avviene con la sua analisi delle implicazioni per la Shoah. Scrive che la cosa peggiore che Dio possa fare al popolo ebraico per non aver seguito la legge sia a livello di devastazione tipo Olocausto, ma questo è già avvenuto. Greenberg non afferma che Dio ha usato l'Olocausto per punire gli ebrei; sta solo dicendo che se Dio avesse scelto di farlo, sarebbe la cosa peggiore possibile. Non c'è davvero nulla di peggio che si possa fare. Pertanto, poiché Dio non ci può punire peggio di quello che è realmente accaduto, e poiché Dio non obbliga gli ebrei a seguire la legge ebraica, allora non possiamo affermare che queste leggi siano applicabili a noi. Perciò egli sostiene che l'alleanza tra Dio e il popolo ebraico è effettivamente rotta e inapplicabile.
Greenberg osserva che vi sono state diverse terribili distruzioni della comunità ebraica, ciascuna con l'effetto di allontanare ulteriormente il popolo ebraico da Dio. Secondo la letteratura rabbinica, dopo la distruzione del Primo Tempio di Gerusalemme e l'uccisione in massa degli ebrei di Gerusalemme, gli ebrei non hanno più ricevuto alcuna profezia diretta. Dopo la distruzione del Secondo Tempio di Gerusalemme e l'uccisione in massa degli ebrei di Gerusalemme, gli ebrei non potevano più presentare sacrifici al Tempio. Questo modo di arrivare a Dio era finito. Greenberg conclude che dopo l'Olocausto, Dio non risponde più alle preghiere degli ebrei. Quindi, Dio ha unilateralmente spezzato la sua alleanza con il popolo ebraico. In questa prospettiva, Dio non ha più l'autorità morale di comandare alla gente di seguire la Sua volontà. Greenberg non asserisce però che Dio e gli ebrei si debbano separare, ma sostiene che si dovrebbe invece risanare l'alleanza tra ebrei e Dio e che il popolo ebraico dovrebbe accettare la legge ebraica su base volontaria. Le sue opinioni su questo tema lo hanno reso oggetto di molte critiche all'interno della comunità ortodossa.

## Controversia
A causa delle sue opinioni indipendenti, Greenberg ha spesso ricevuto critiche da altri rabbini ortodossi. Inizialmente forte sostenitore dell'insediamento israeliano di Gush Etzion, è in seguito diventato critico di certi aspetti della politica israeliana. Greenberg, comunque, continua a raccogliere sostegni finanziari per il supporto della yeshiva Bat Ayin, i dormitori della quale sono dedicati al suo defunto figlio J.J..

## Opere
- Cloud of Smoke, Pillar of Fire: Judaism, Christianity, Modernity After the Holocaust (1976)
- The Third Great Cycle of Jewish History (1981)
- Voluntary Covenant (1982)
- The Jewish Way: Living the Holidays (1988)
- The Ethics of Jewish Power  (1990)
- Judaism and Christianity: Their Respective Roles in the Divine Strategy of Redemption (1996)
- Covenantal Pluralism (1997)
- Living in the Image of God: Jewish Teachings to Perfect the World (1998)
- For the Sake of Heaven and Earth: The New Encounter Between Judaism and Christianity (2004)